# Cool Yule
Cool Yule è un album in studio natalizio della cantante statunitense Bette Midler, pubblicato nel 2006.

## Tracce
1. Merry Christmas (Fred Spielman, Janice Torre) – 3:13
2. Cool Yule (Steve Allen, Eric Kornfeld) – 2:28
3. Have Yourself a Merry Little Christmas (Ralph Blane, Hugh Martin) – 3:55
4. Winter Wonderland/Let It Snow! Let It Snow! Let It Snow! (duet with Johnny Mathis) (Felix Bernard, Richard B. Smith/Sammy Cahn, Jule Styne) – 2:46
5. I'll Be Home for Christmas (Kim Gannon, Walter Kent) – 3:21
6. What Are You Doing New Year's Eve? (Frank Loesser) – 3:58
7. I've Got My Love to Keep Me Warm (Irving Berlin) – 3:25
8. I Heard the Bells on Christmas Day (Henry Wadsworth Longfellow/Johnny Marks) – 2:47 [bonus track on CDs released at Target]
9. O Come, O Come, Emmanuel (Veni, Veni Emmanuel) (Traditional) – 3:12
10. Mele Kalikimaka (Robert Alexander Anderson) – 2:34
11. From a Distance (Christmas version) (Julie Gold/Special holiday lyrics by Jay Landers) – 5:11
12. White Christmas (Irving Berlin) – 3:20